# Anarhichas orientalis
Cá sói Bering (Anarhichas orientalis) là một loài cá sói trong họ Anarhichadidae. Loài cá này được tìm thấy từ Đông Bắc Thái Bình Dương từ Hokkaido đến biển Okhotsk, đến Alaska. Mặc dù không được ghi chép đầy đủ trong các tài liệu, loài cá nó cũng được người ta nhận thấy có hiện diện trên khắp Tây Bắc Thái Bình Dương, biển Bering và Bắc Băng Dương.

## Nghiên cứu thêm
- Ngư dân Nhật câu được cá sói lớn bất thường
- Fruge, D.J., and Wiswar, D.W. 1991. First records of the Bering Wolffish, Anarhichas orientalis, for the Alaskan Beaufort Sea. Canadian Field-Naturalist 105(1):107-109.
- Kobayashi, K. 1961. Young of the wolf-fish Anarhichas orientalis Pallas. Bulletin of the Faculty of Fisheries, Hokkaido University, 12(1): 1-4.
- Smith, T.G. 1977. The Wolffish, cf. Anarhichas orientalis, new to the Amundsen Gulf Area, Northwest Territories, and a probable prey of the Ringed Seal. Canadian Field-Naturalist 91(3):288.
- Houston, J., and D.E. McAllister. 1990. Status of the Bering Wolffish, Anarhichas orientalis, in Canada. Canadian Field-Naturalist 104 (1): 20-23.